# 工廠船

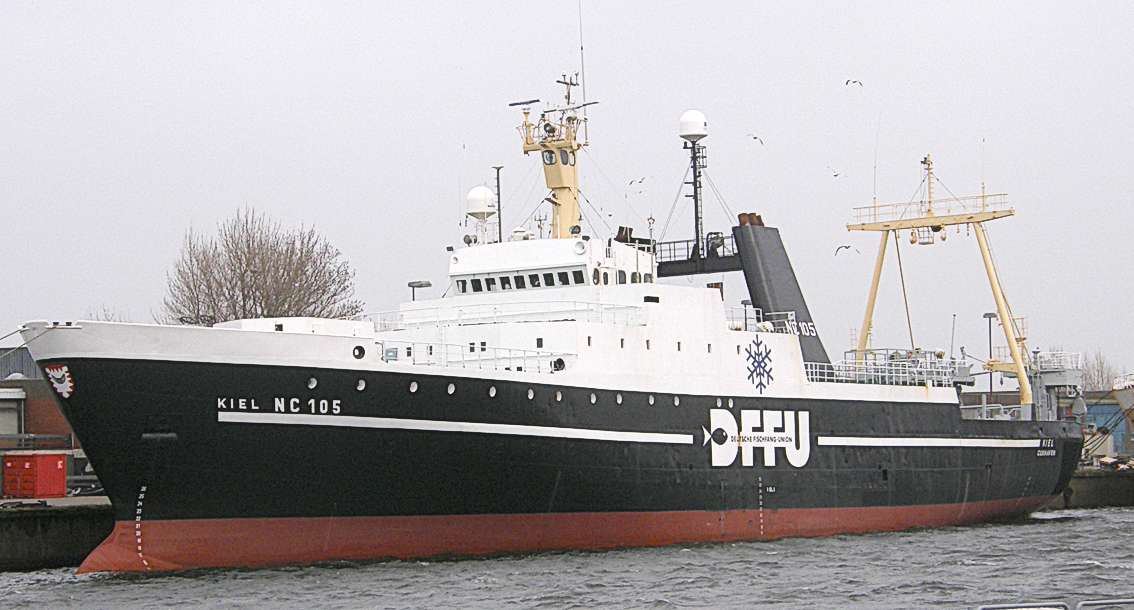
德國的漁業加工船Kiel NC 105。

工廠船（英語：factory ship）或称为漁業加工船（fish processing vessel），是一種船上有設備能對漁獲與鯨獲加工與冷凍的遠洋船隻。當代的工廠船是早期捕鯨船的自動化與放大版，愈來愈多工廠船被用於捕魚。一些工廠船配備有充當母船的能力。

## 背景
現代工廠船起源於早期捕鯨船。這些船隻駛入偏遠水域，在船上加工鯨油，丟棄鯨魚屍體。後來捕鯨者將整條鯨魚轉化為可用的產品。這些船隻的效率以及它們對鯨魚的捕食極大地導致了鯨魚的急劇減少。
現代工廠船是這些早期捕鯨船的自動化和放大版本。它們用於捕魚的用途急劇增加。有一段時間，俄羅斯、日本和韓國運作著以工廠船為中心的龐大捕魚船隊，儘管近年來這種使用量一直在下降。另一方面，美國對工廠船的使用亦有增加。
一些工廠船還可以充當母船。母船的基本思想是它可以運載小型漁船，這些漁船帶著捕獲物返回母船。但這個想法也延伸到包括工廠拖網漁船，以支持不隨船攜帶的小型捕撈船隊。它們是在距離母港較遠水域作業的艦隊中的主力艦。

## 類型

### 工廠船尾拖網漁船
工廠船尾拖網漁船是一種大型船尾拖網漁船，具有額外的船上加工設施，一次可以在海上停留數天至數周。船尾拖網漁船拖曳漁網，將漁網拖上船尾坡道。這些可以是底層（加重底拖網）; 中上層（中水拖網）;或成對拖網捕魚，即兩艘相距約500米的船隻一起拉動一張口周長為900米的巨大漁網。

### 冷凍拖網漁船
冷凍拖網漁船根據客戶的規格將船上的漁獲物完全加工成海上冷凍的魚片、塊狀或頭部和內臟形式。工廠冷凍拖網漁船的長度可達60至70米，一次出海月余，船員人數超過35人。他們在捕獲魚後數小時內將魚加工成魚片。船上的魚粉廠處理廢物，以便所有東西都得到利用。
按總噸位計算，世界上最大的冷凍拖網漁船是144米長的Annelies Ilena ex Atlantic Dawn。 2015年，Annelies Ilena因違反規定被愛爾蘭海軍和海洋漁業保護局拘留。隨後，船東因在愛爾蘭水域非法捕魚而被罰款105,000歐元。她每天能夠處理350噸魚，可以運載3000噸燃料，並儲存7000噸分級和冷凍漁獲物。

## 外部連結
- Capture Fishing Industry
- Commercial Fishing and Seafood Distribution
- Factory Fishing Overfishing (BBC)
- The World's Largest Tuna Fishing Vessel （页面存档备份，存于） - YouTube